# جامعة روتشستر

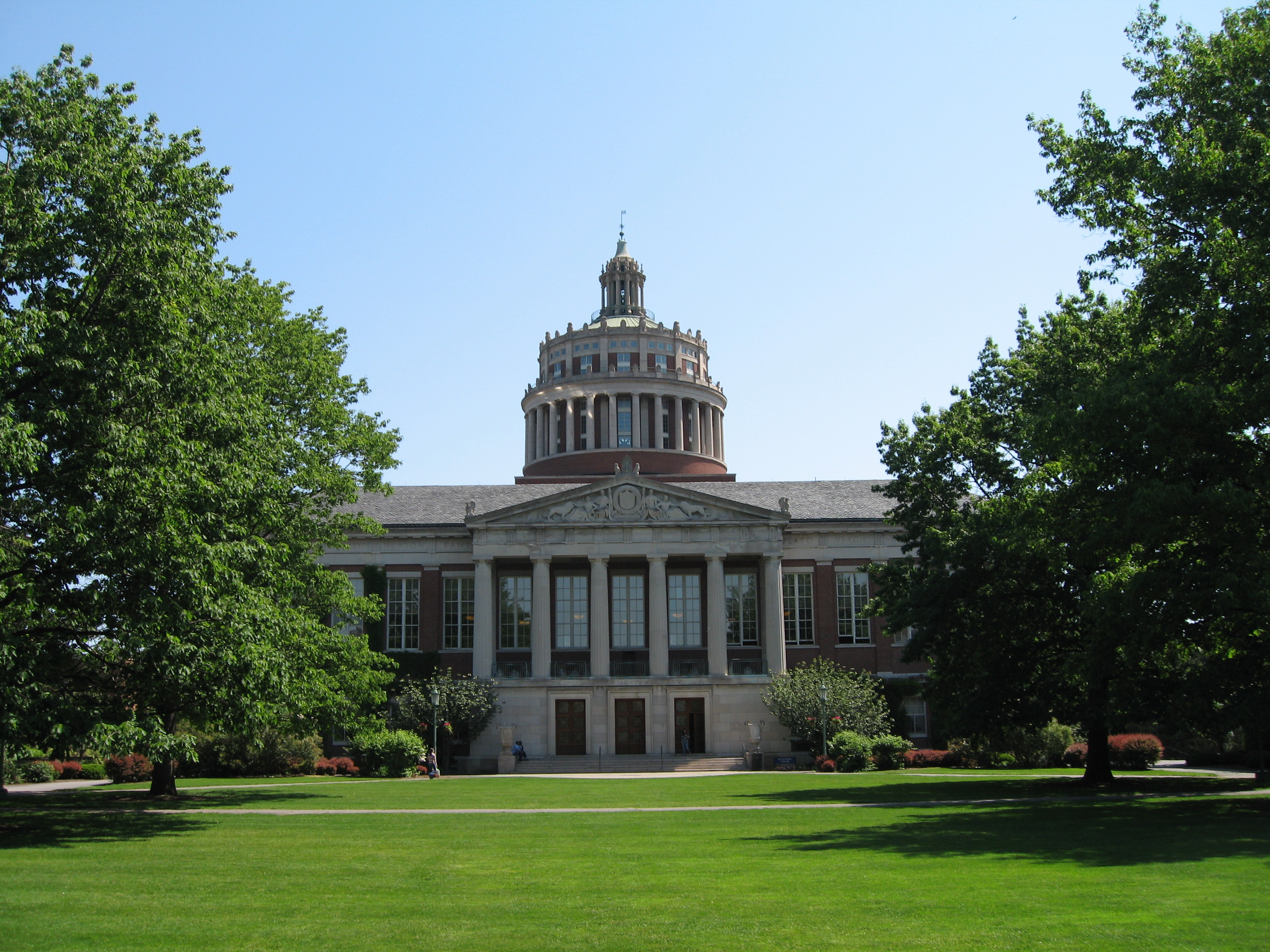
مكتبة رش ريز، المكتبة الأكاديمية الرئيسة بجامعة روتشستر

جامعة روتشستر (بالإنجليزية: University of Rochester)‏، ويختصر اسمها بالإنجليزية إلى U of R أو UR، هي جامعة بحثية خاصة لاطائفية مقرها مدينة روتشتستر بولاية نيويورك الأمريكية، تأسست سنة 1850. تمنح الدرجات العلمية في مستويي التعليم الجامعي الأول والدراسات العليا، بما في ذلك درجات الدكتوراه والشهادات المهنية. تضم الجامعة ست مدارس يدرس بها عدد كبير ومتنوع من البرامج الدراسية.
حصل على جائزة نوبل ثلاثة من العاملين الأكاديميين بالجامعة (أحدهم كان باحثًا زائرًا من الدنمرك) وخمسة من خريجيها، كما نال جائزة بوليتزر ثلاثة من العاملين بالجامعة وثمانية من خريجيها، وفاز 19 من العاملين بالجامعة بزمالة غوغنهايم، كما شكّل خريجو جامعة روتشستر وأساتذتها حوالي ربع عدد العلماء الذين تكوّن منهم المجلس الاستشاري لوكالة ناسا أثناء تطوير مقراب جيمس ويب الفضائي.
ينتظم في جامعة روتشستر ـ بمدارسها ومعاهدها المختلفة ـ حوالي 5600 طالب في المرحلة الجامعية الأولى، و4600 طالب دراسات عليا، وتتألف الجامعة من 158 مبنى يدرس بها ما يربو على 200 تخصص أكاديمي، ويعمل بجامعة روتشستر (والمستشفيات الجامعية الملحقة بها) أكبر عدد من الموظفين في جهة واحدة في منطقة روتشستر الكبرى، وسادس أكبر عدد من الموظفين في ولاية نيويورك.

## من مشاهير الخريجين

### حاصلون على جائزة نوبل
- فينسنت دو فينيو (جائزة نوبل في الكيمياء سنة 1955): حصل على درجة الدكتوراه من الجامعة سنة 1927.
- آرثر كورنبرغ (جائزة نوبل في الطب سنة 1959): حصل على درجة الدكتوراه في الطب من الجامعة سنة 1941، وعلى درجة الدكتوراه في العلوم منها أيضًا سنة 1962.
- كارلتون غايدوشك (جائزة نوبل في الطب سنة 1976): حصل على بكالوريوس العلوم من الجامعة سنة 1943.
- ستيفن تشو (جائزة نوبل في الفيزياء سنة 1997): حصل على درجة البكالوريوس في الرياضيات ودرجة البكالوريوس في العلوم من الجامعة سنة 1970. عمل وزيرًا للطاقة في إدراة أوباما بين عامي 2009 و2013.
- ماساتوشي كوشيبا (جائزة نوبل في الفيزياء سنة 2002): حصل على درجة الدكتوراه من الجامعة سنة 1955.

### مختصون بالعلوم والتقنية
- جاري ستاركويزر (مبتكر طابعة الليزر) حصل على درجة الماجستير في البصريات من الجامعة سنة 1966.

### ممثلون
- روبرت فوريستر (البكالوريوس من جامعة روتشستر سنة 1964)

## من مشاهير الأساتذة

### حاصلون على جائزة نوبل
- جورج ويبل (جائزة نوبل في الطب سنة 1934): كان أستاذًا بالجامعة بين عامي 1914 و1976.
- هنريك دام (جائزة نوبل في الطب سنة 1943): كان باحثًا بالجامعة بين عامي 1942 و1945.
- روبرت فوغل (جائزة نوبل في الاقتصاد سنة 1993): كان أستاذًا بالجامعة بين عامي 1960 و1965، ثم بين عامي 1968 و1975.

### آخرون
- إيستر كونويل: أستاذة كيمياء وفيزياء بالجامعة، حاصلة على قلادة العلوم الوطنية الأمريكية ووسام إديسون.[12]

## وصلات خارجية
- الموقع الرسمي للجامعة (بالإنجليزية)